# Christenruhkapelle

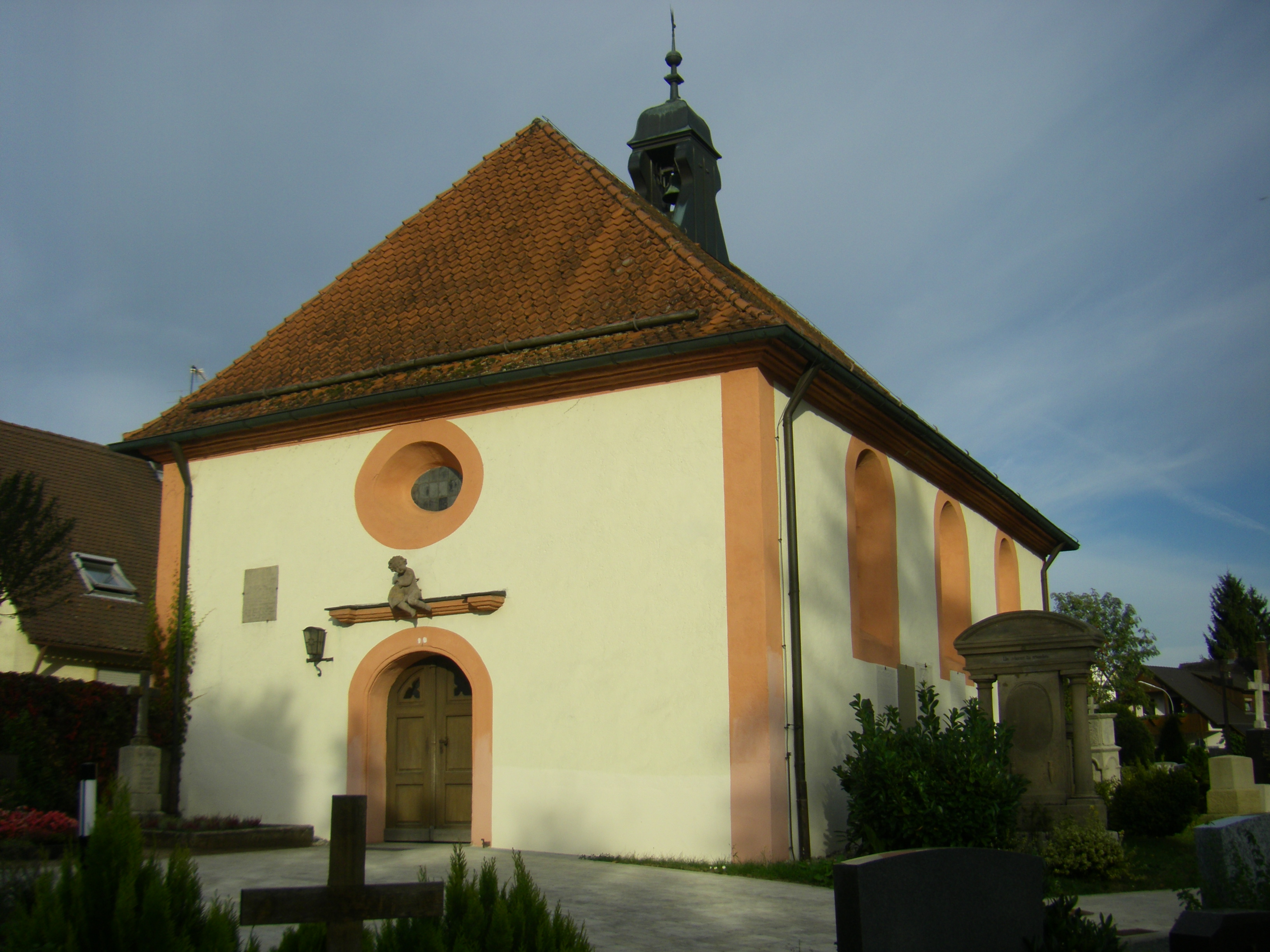
Christenruhkapelle, Westseite

Die Christenruhkapelle ist die Friedhofskapelle der evangelisch-lutherischen Kirchengemeinde St. Margareta (Windsbach), die dem Dekanat Windsbach angehört.

## Geschichte
Da der Friedhof ringsum der Stadtkirche zu wenig Platz bot, wurde 1556 ein neuer Friedhof an der Retzendorfer Straße angelegt. Unter dem damaligen Stadtvogt Georg Reissenreuther wurde 1569 eine kleine, nicht massiv gebaute Kapelle errichtet, die bereits 1590 erweitert werden musste. 1680 galt die Kapelle als derart baufällig, dass an einen Neubau gedacht werden musste. 1702/03 konnte dieser im Auftrag der hochfürstlichen Kammer erbaut werden, nachdem die Finanzierung durch eine von Markgraf Wilhelm Friedrich bewilligte Kollekte in den Dekanaten Langenzenn, Schwabach und Weimersheim gesichert war. Umfangreiche Restaurierungen wurden 1762, 1890 und 1959 durchgeführt. Seit dem 19. Jahrhundert wird diese Kapelle Christenruh genannt.
In der Christenruhkapelle werden außer Beerdigungsgottesdienste auch Passionsgottesdienste, Abendgottesdienste in der
Opferwoche der Inneren Mission und Abendmahlsfeiern abgehalten.

## Baubeschreibung
Die Kapelle hat einen rechteckigen Grundriss von etwa 15 × 10 Metern und eine Höhe von etwa 8 Metern und besteht aus verputztem
Bruchsteinmauerwerk. Auf dem Walmdach stand ursprünglich mittig ein achteckiges Glockentürmlein mit einer welschen Haube. Dieser wurde 1975 durch einen blechverkleideten Dachreiter mit elektrischem Läutwerk ersetzt. Der ursprüngliche Sakristeianbau im Süden wurden 1959 nach Osten verlegt. An der Westseite ist die Kapelle durch ein Rundbogenportal zugänglich, mittig darüber ein steinerner Barockengel mit der Aufschrift „Soli Deo Gloria“ und darüber ein Ochsenauge. An der Nord- und Südseite gibt es drei Achsen mit Rundbogenfenstern. An der Südseite der Kirche sind mehrere Grabplatten aus Treuchtlinger Marmor aus den Jahren 1740 bis 1847 und eine Bronzegrabplatte für Maria Dorothea Wüstendörffer, geb. Rehmin († 1754) angebracht.
Der einschiffige Saal hat eine muldenartige Holzkassettendecke mit darüber befindlichen holländischen Dachstuhl, die vom Zimmermeister Johann Michael Mezz gefertigt wurde. Eine Holzempore ist an der West- und Nordwand eingezogen. Auf der Westempore steht eine Schleifladenorgel, die 1864 von dem Heilsbronner Orgelbauer Vogtherr gebaut wurde.
Der im Osten befindliche Hochaltar stammt aus dem frühen 18. Jahrhundert. Über der Steinmensa steht ein Altaraufsatz mit hohen Postamenten korinthischer Säulenordnung und Segmentgiebel mit Stifter-Doppelwappen. In der Mitte ist ein Gemälde des Ansbacher Hofmalers Anselm von Feuerbach von 1733, das die Auferweckung des Jünglings zu Naïn zeigt (Lk 7,11–17 ). Rechts vom Altar hängt ein gemaltes Epitaph für den Stadtzimmerer Mezz († 1707). Der Rahmen ist mit gedrehter Säulenordnung und reicher vergoldeter Schnitzwerkzier versehen. Das Gemälde zeigt den Verstorbenen, in der Predella ist seine Familie kniend abgebildet.
An der Südseite befindet sich Kanzel, bezeichnet mit 1705, die vom damaligen Stadtpfarrer Anton Ulrich Engelhardt und dessen Bruder Heinrich, Richter zu Wendelstein, gestiftet wurde. Auf wohl modernem Holzpfosten ruht ein polygonaler Korb mit graurötlicher Marmorierung und reichem Blüten- und Blattschnitzwerk sowie Wappen und Spruch im Vorderfeld. Der Schalldeckel hat ebenfalls Schnitzwerk und einen kronenartigen Abschluss. 1959 wurden sowohl Kanzel und Schalldeckel tiefer gesetzt.